# Vizcondado de Sol
El Vizcondado de Sol fue un título nobiliario español otorgado, con naturaleza de Vizcondado previo, en 1744, por el rey Felipe V, en favor de Manuel de Saldaña y Piñeda.
Por su naturaleza de vizcondado previo, el título revirtió a la Corona cuando se le entregó a su titular la merced hereditaria y perpetua de marqués de San Antonio y de Saldaña, el 2 de agosto de 1744.